# Byland Abbey
Byland Abbey – osada w Anglii, w hrabstwie North Yorkshire. Leży 17 km od miasta York. W 1881 roku civil parish liczyła 92 mieszkańców.